# Sisó menut
El sisó menut(Heterotetrax humilis) és una espècie de gran ocell de la família dels otídids (Otididae) que habita zones estepàries amb arbres o arbusts d'Etiòpia i Somàlia.

## Taxonomia
Aquesta espècie era inclosa fins fa poc al gènere Eupodotis, del qual van ser separada arran treballs genètics recents